# 7.º Ejército Japonés de Área
El 7.º Ejército Japonés de Área (第7方面軍, Dai nana hōmen gun) fue un ejército de campo del Ejército Imperial Japonés formado durante las etapas finales de la Guerra del Pacífico y con base en Malasia, Singapur y Borneo, Java y Sumatra ocupadas por los japoneses.

## Historia
El 7.º Ejército Japonés de Área se formó el 19 de marzo de 1944 bajo el Grupo de Ejércitos Expedicionario del Sur para la tarea específica de oponerse a los desembarcos de las fuerzas aliadas en Malasia ocupada por los japoneses, Singapur y Borneo, Java, Sumatra y consolidar una nueva línea de defensa después de la pérdida de las Islas Salomón, Nueva Guinea y porciones orientales de las Indias Orientales Neerlandesas. Tenía su sede en Singapur.
Las unidades inicialmente asignadas al Ejército de Área fueron la 16.ª, la 25.ª y la 29.ª. Las unidades estacionadas en Borneo también fueron transferidas al control del Ejército de Área.
El ejército se desmovilizó en Singapur tras la rendición de Japón al final de la Segunda Guerra Mundial.

## Comandantes

### Comandante en Jefe
|   | Nombre                   | Desde               | Hasta                |
| - | ------------------------ | ------------------- | -------------------- |
| 1 | General Kenji Doihara    | 22 de marzo de 1944 | 7 de abril de 1945   |
| 2 | General Seishirō Itagaki | 7 de abril de 1945  | 15 de agosto de 1945 |

### Jefe de Estado Mayor
|   | Nombre                          | Desde               | Hasta                |
| - | ------------------------------- | ------------------- | -------------------- |
| 1 | Mayor General Tsunenori Shimizu | 22 de marzo de 1944 | 27 de junio de 1944  |
| 2 | Teniente General Kitsuju Ayabe  | 27 de junio de 1944 | 15 de agosto de 1945 |